# Grand Prix-wegrace van Joegoslavië 1984
De Grand Prix-wegrace van Joegoslavië 1984 was de zevende Grand Prix van het wereldkampioenschap wegrace in het seizoen 1984. De race werd verreden op 17 juni 1984 op het Automotodrom Grobnik bij Rijeka.

## Algemeen
Joegoslavië was het laatste Oostblokland dat nog een WK-Grand Prix had. Dat was te merken aan een aantal zaken. Op de eerste plaats de povere voorzieningen in het rennerskwartier, waar overigens weinig klachten over kwamen. Maar het kende ook de zucht naar Westerse valuta: een uur trainen kostte 160 gulden (ca. 70 Euro). Het was dan ook niet verwonderlijk dat men zoveel mogelijk rijders aan die training liet deelnemen: niet minder dan 62 250cc-rijders voor 36 startplaatsen. Dat waren dan grotendeels onbekende Joegoslaven en Oostenrijkers, die met hun verouderde materiaal de andere coureurs alleen maar in de weg reden. Verder was het armoe troef en kreeg men niet eens voldoende rijders bij elkaar voor het volledige startveld. In de 500cc-klasse waren er slechts 33 rijders, in de 80cc-klasse 31. Veel rijders en teams spaarden hun geld voor de TT van Assen, want vrijwel geen enkele sponsor had belangen in het Oostblok. De races werden onder zonnige en warme omstandigheden gereden en trokken 60.000 toeschouwers. 

## 500cc-klasse

### De training

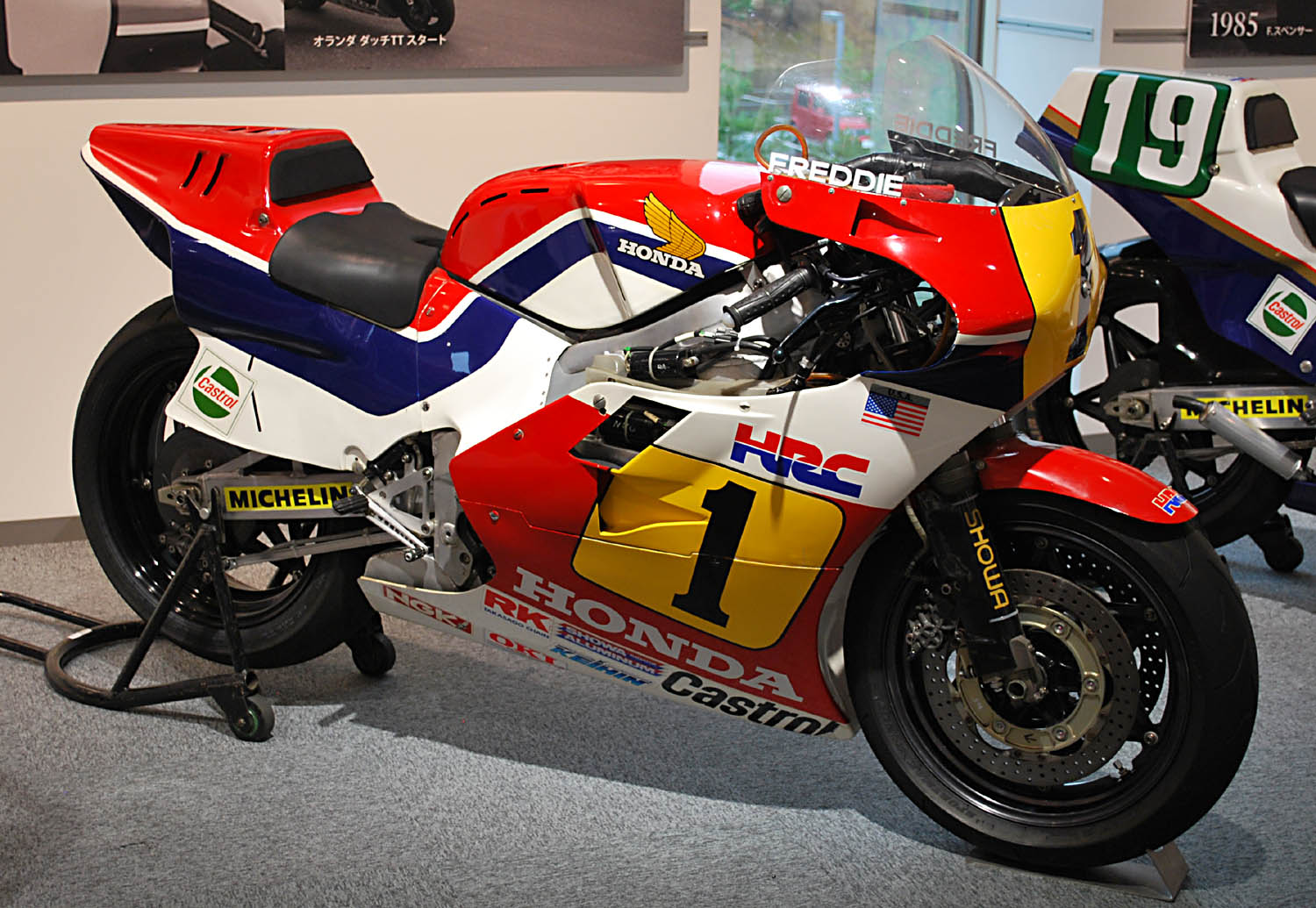
Honda Racing Corporation (HRC) gaf na Randy Mamola ook Ron Haslam de kans om de viercilinder NSR 500 te testen, maar ook Haslam gaf de voorkeur aan de veel "tammere" driecilinder NS 500

Nadat Randy Mamola in de training in Frankrijk had geprobeerd de viercilinder Honda NSR 500 onder de knie te krijgen, was het nu de beurt aan stalgenoot Ron Haslam, maar ook hij was met zijn eigen driecilinder NS 500 sneller. Freddie Spencer besloot wel veel met de NSR 500 te trainen, en dat moest ook wel, want er moest veel getest worden met diverse soorten Michelin-banden op het gladde asfalt. Dunlop had ook moeite met de keuze van de juiste compound. Eddie Lawson kon met de hardere band geen goede rondetijden rijden, terwijl de zachtere band te snel sleet. 

#### Trainingstijden
| 1.  | Freddie Spencer    | HRC-Honda            | 1"31'70 |
| 2.  | Eddie Lawson       | Marlboro-Yamaha      | 1"32'22 |
| 3.  | Randy Mamola       | HRC-Honda            | 1"32'70 |
| 4.  | Ron Haslam         | HRC-Honda            | 1"33'32 |
| 5.  | Raymond Roche      | Honda                | 1"33'48 |
| 6.  | Barry Sheene       | Heron-Harris-Suzuki  | 1"34'00 |
| 7.  | Didier de Radiguès | Chevallier-ELF-Honda | 1"34'47 |
| 8.  | Virginio Ferrari   | Marlboro-Yamaha      | 1"34'72 |
| 9.  | Sergio Pellandini  | HB-Gallina-Suzuki    | 1"35'17 |
| 10. | Reinhold Roth      | Fath-Honda           | 1"35'70 |

### De race
De 500cc-motoren - met name de Honda NSR 500 van Freddie Spencer en de Yamaha OW 76 van Eddie Lawson en Virginio Ferrari - hadden grote moeite met het gladde asfalt in Rijeka. Michelin (Honda) had een beter compound gevonden dan Dunlop (Yamaha) en dat bepaalde voor een groot deel het verloop van de race. Spencer nam al snel de leiding in de race, gevolgd door teamgenoot Randy Mamola. Lawson startte ook nog eens slecht en had moeite om Didier de Radiguès en Raymond Roche te passeren. In de slotfase, toen Lawson's banden helemaal versleten waren, wist Roche hem zelfs terug te pakken en bij het passeren van enkele achterblijvers verloor Lawson de aansluiting helemaal. Hij werd slechts vierde. 

#### Uitslag 500cc-klasse
| Pos | Coureur             | Merk                 | Ronden | Tijd      | Grid | Punten |
| --- | ------------------- | -------------------- | ------ | --------- | ---- | ------ |
| 1   | Freddie Spencer     | HRC-Honda            | 32     | 50:00.620 | 1    | 15     |
| 2   | Randy Mamola        | HRC-Honda            | 32     | +17.580   | 3    | 12     |
| 3   | Raymond Roche       | Honda                | 32     | +24.660   | 5    | 10     |
| 4   | Eddie Lawson        | Marlboro-Yamaha      | 32     | +27.300   | 2    | 8      |
| 5   | Ron Haslam          | HRC-Honda            | 32     | +41.540   | 4    | 6      |
| 6   | Didier de Radiguès  | Chevallier-ELF-Honda | 32     | +1:09.410 | 7    | 5      |
| 7   | Barry Sheene        | Heron-Harris-Suzuki  | 32     | +1:17.860 | 6    | 4      |
| 8   | Sergio Pellandini   | HB-Gallina-Suzuki    | 32     | +1:18.110 | 9    | 3      |
| 9   | Virginio Ferrari    | Marlboro-Yamaha      | 31     | +1 ronde  | 8    | 2      |
| 10  | Hervé Moineau       | Cagiva               | 31     | +1 ronde  | 15   | 1      |
| 11  | Paolo Ferretti      | Suzuki               | 31     | +1 ronde  | 19   |        |
| 12  | Reinhold Roth       | Fath-Honda           | 31     | +1 ronde  | 19   |        |
| 13  | Dave Petersen       | Suzuki               | 31     | +1 ronde  | 17   |        |
| 14  | Karl Tuchsess       | Suzuki               | 31     | +1 ronde  | 18   |        |
| 15  | Attilio Riondato    | Suzuki               | 31     | +1 ronde  | 24   |        |
| 16  | Louis-Luc Maisto    | Honda                | 31     | +1 ronde  | 27   |        |
| 17  | Marco Gentile       | Yamaha               | 30     | +2 ronden | 23   |        |
| 18  | Fabio Marchesani    | Suzuki               | 30     | +2 ronden | 21   |        |
| 19  | Rob Punt            | Suzuki               | 30     | +2 ronden | 20   |        |
| 20  | Yashuhiko Gomibuchi | Suzuki               | 30     | +2 ronden | 32   |        |
| 21  | Georg Jung          | Paton                | 30     | +2 ronden | 28   |        |
| 22  | Börge Nielsen       | Suzuki               | 30     | +2 ronden | 29   |        |
| 23  | Josef Ragginger     | Suzuki               | 30     | +2 ronden | 22   |        |
| 24  | Josef Doppler       | Suzuki               | 29     | +3 ronden | 30   |        |
| 25  | Bohumil Staša       | Suzuki               | 28     | +4 ronden | 33   |        |

#### Niet gefinisht
| Coureur              | Merk   | Ronden | Oorzaak | Grid |
| -------------------- | ------ | ------ | ------- | ---- |
| Lorenzo Ghiselli     | Suzuki | 29     |         | 16   |
| Claude Arciero       | Honda  | 23     |         | 26   |
| Dimitrios Papandreou | Yamaha | 22     |         | 31   |
| Franck Gross         | Honda  | 13     |         | 12   |
| Fabio Biliotti       | Honda  | 11     |         | 25   |
| Leandro Becheroni    | Suzuki | 3      |         | 13   |
| Massimo Broccoli     | Honda  | 1      | Val     | 14   |
| Wolfgang von Muralt  | Suzuki | 1      | Val     | 11   |

#### Niet deelgenomen
| Coureur            | Merk                 | Oorzaak    |
| ------------------ | -------------------- | ---------- |
| Marco Lucchinelli  | Cagiva               | "Vakantie" |
| Boet van Dulmen    | Bakker-Suzuki        | Blessure   |
| Rob McElnea        | Heron-Suzuki         | Blessure   |
| Takazumi Katayama  | HRC-Honda            | Blessure   |
| Franco Uncini      | HB-Gallina-Suzuki    | Blessure   |
| Gustav Reiner      | Honda                | Blessure   |
| Christian le Liard | Chevallier-ELF-Honda | Blessure   |
| Keith Huewen       | Honda                | Financieel |
| Chris Guy          | Honda                | Financieel |
| Eero Hyvärinen     | Suzuki               | Onderdelen |
| Brett Hudson       | Suzuki               |            |
| Peter Sjöstrom     | Suzuki               | Financieel |
| Henk van der Mark  | Honda                |            |

#### Top tien tussenstand 500cc-klasse
| Pos. | Coureur            | Merk                 | Ptn. |
| ---- | ------------------ | -------------------- | ---- |
| 1    | Eddie Lawson       | Marlboro-Yamaha      | 89   |
| 2    | Freddie Spencer    | HRC-Honda            | 72   |
| 3    | Randy Mamola       | HRC-Honda            | 54   |
| 4    | Raymond Roche      | HRC-Honda / Honda    | 53   |
| 5    | Ron Haslam         | HRC-Honda            | 43   |
| 6    | Barry Sheene       | Heron-Harris-Suzuki  | 26   |
| 7    | Boet van Dulmen    | Bakker-Suzuki        | 19   |
| 8    | Didier de Radiguès | Chevallier-ELF-Honda | 18   |
| 9    | Sergio Pellandini  | HB-Gallina-Suzuki    | 13   |
| 10   | Reinhold Roth      | Fath-Honda           | 12   |

## 250cc-klasse

### De training

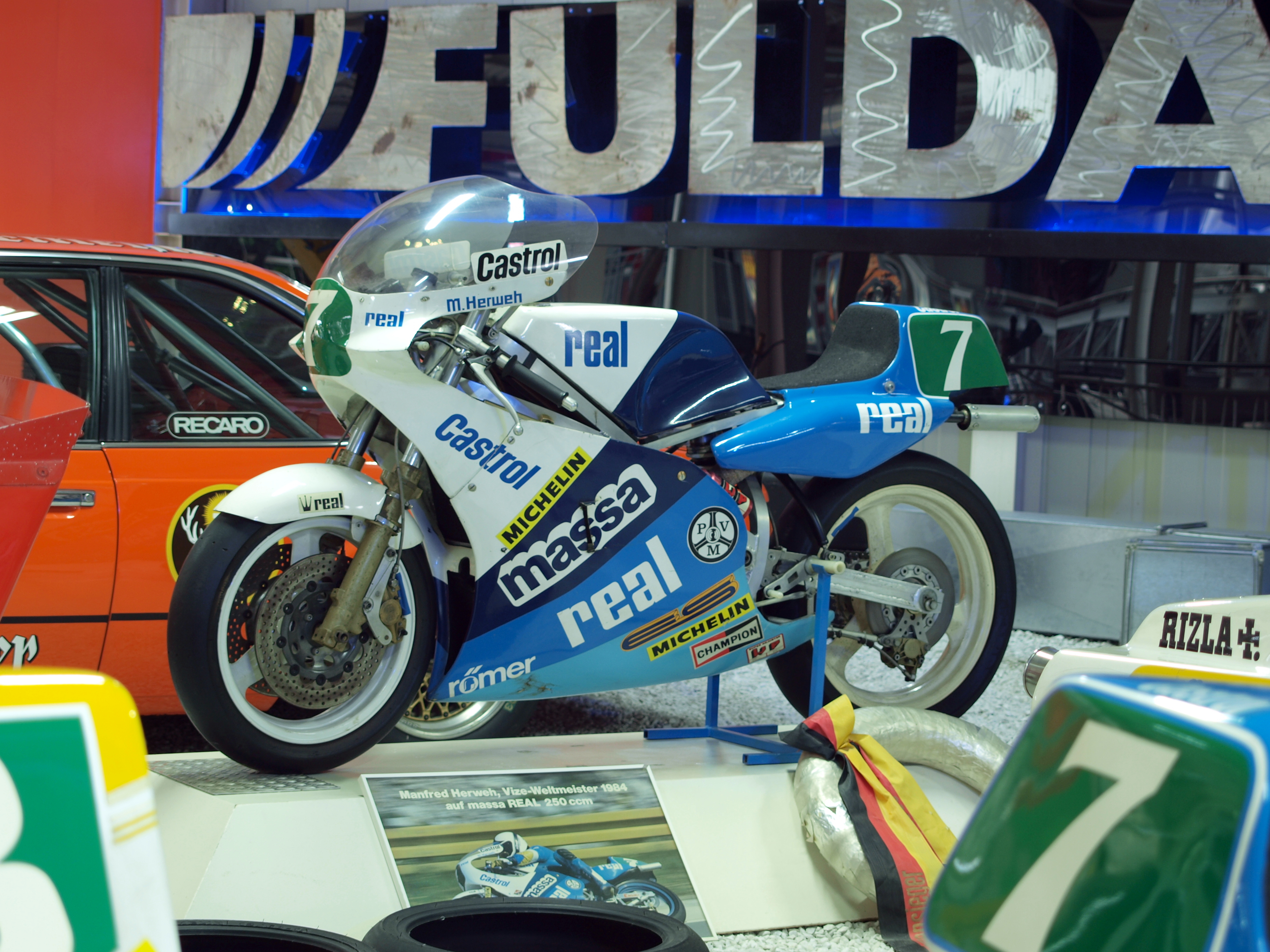
Manfred Herweh testte drie Rotax-blokken en vond in de laatste training de - volgens hem - perfecte combinatie.

Het team van Kenny Roberts had nu ook Hummel-cilinders gemonteerd en Wayne Rainey reed daarmee de snelste trainingstijd. Manfred Herweh en Toni Mang beëindigden hun trainingen ook tevreden: Herweh had het perfecte Rotax-blok gevonden en hoorde samen met Mang tot de rijders met de hoogste topsnelheid. De HB was officieel een Yamaha, maar tuner Sepp Schlögl had er wel erg veel aan gewijzigd, waaronder een geheel eigen frame. 

#### Trainingstijden
| 1.  | Wayne Rainey     | Roberts-Marlboro-Yamaha  | 1"35'86 |
| 2.  | Manfred Herweh   | Bakker-Real-Rotax        | 1"35'97 |
| 3.  | Toni Mang        | HB-Yamaha                | 1"36'11 |
| 4.  | Carlos Lavado    | Venemotos-Yamaha         | 1"36'11 |
| 5.  | Sito Pons        | JJ Cobas-Rotax           | 1"36'12 |
| 6.  | Christian Sarron | Sonauto-Yamaha           | 1"36'38 |
| 7.  | Martin Wimmer    | Yamaha                   | 1:36'82 |
| 8.  | Jacques Cornu    | Bakker-Parisienne-Yamaha | 1"36'87 |
| 9.  | Richard Hubin    | Yamaha                   | 1"37'24 |
| 10. | Alan Carter      | Roberts-Marlboro-Yamaha  | 1"37'96 |

### De race
Wayne Rainey kreeg de duwstart maar niet onder de knie en vertrok als voorlaatste, voor Sito Pons. Guy Bertin startte juist erg goed, maar moest het hoofd buigen voor Carlos Lavado, die al snel de leiding in de race nam. Er ontstonden verschillende kleine groepen: achter Lavado reden Toni Mang en Manfred Herweh zich los van Carlos Cardús en Guy Bertin en op enige afstand daarachter Alan Carter, Thierry Espié, Jacques Cornu en Rainey, die al snel veel plaatsen had gewonnen. Christian Sarron was ook al slecht gestart en vocht zich op dat moment een weg naar voren. Bertin was een van de eerste uitvallers (koppeling). Carlos Cardús stopte omdat een van zijn benen verdoofd was als gevolg van zijn valpartij in de GP van Oostenrijk. Herweh en Mang maakten er een echt gevecht van, maar Lavado liep toch ver van hen weg tot hij in een bocht viel. Twee ronden voor het einde brak de krukas van Mang, waardoor Herweh de overwinning greep. Ook Espié viel stil door een gebroken krukas, maar toen was Sarron inmiddels al gepasseerd en hij verschalkte ook Rainey en Cornu. Dat Herweh de wedstrijd won maakte Sarron niet veel uit. Met zijn tweede plaats liep hij in het wereldkampioenschap verder weg van de uitgevallen Mang.

#### Uitslag 250cc-klasse
| Pos | Coureur              | Merk                     | Tijd      | Grid | Punten |
| --- | -------------------- | ------------------------ | --------- | ---- | ------ |
| 1   | Manfred Herweh       | Bakker-Real-Rotax        | 48:50.620 | 2    | 15     |
| 2   | Christian Sarron     | Sonauto-Yamaha           | +9.770    | 6    | 12     |
| 3   | Jacques Cornu        | Bakker-Parisienne-Yamaha | +10.110   | 8    | 10     |
| 4   | Wayne Rainey         | Roberts-Marlboro-Yamaha  | +10.350   | 1    | 8      |
| 5   | Sito Pons            | JJ Cobas-Rotax           | +21.040   | 5    | 6      |
| 6   | Iván Palazzese       | Venemotos-Yamaha         | +21.470   | 15   | 5      |
| 7   | Alan Carter          | Roberts-Marlboro-Yamaha  | +23.160   | 10   | 4      |
| 8   | Martin Wimmer        | Yamaha                   | +24.620   | 7    | 3      |
| 9   | Teruo Fukuda         | Yamaha                   | +33.760   | 14   | 2      |
| 10  | Patrick Fernandez    | Yamaha                   | +49.570   | 22   | 1      |
| 11  | Stéphane Mertens     | Yamaha                   | +55.660   | 31   |        |
| 12  | Massimo Matteoni     | Yamaha                   | +57.710   | 24   |        |
| 13  | Neil Robinson        | MBA                      | +1:04.430 | 29   |        |
| 14  | Juan Garriga         | Yamaha                   | +1:04.630 | 28   |        |
| 15  | Donnie McLeod        | Yamaha                   | +1:13.900 | 17   |        |
| 16  | Jean-Michel Mattioli | Sonauto-Yamaha           | +1:22.230 | 19   |        |
| 17  | Erich Klein          | Rotax                    | +1:39.260 | 26   |        |
| 18  | Harald Eckl          | Rotax                    | +1 ronde  | 25   |        |
| 19  | René Delaby          | Yamaha                   | +1 ronde  | 32   |        |
| 20  | Josef Hutter         | Bartol                   | +1 ronde  | 35   |        |

#### Niet gefinisht
| Coureur             | Merk              | Oorzaak   | Grid |
| ------------------- | ----------------- | --------- | ---- |
| Toni Mang           | HB-Yamaha         | Krukas    | 3    |
| Carlos Lavado       | Venemotos-Yamaha  | Val       | 4    |
| Richard Hubin       | Yamaha            |           | 9    |
| Carlos Cardús       | JJ Cobas-Rotax    |           | 11   |
| Roland Freymond     | Yamaha            |           | 33   |
| Siegfried Minich    | Yamaha            |           | 34   |
| Herbert Besendörfer | Yamaha            |           | 21   |
| Thomas Bacher       | Yamaha            |           | 27   |
| Guy Bertin          | MBA               | Koppeling | 12   |
| Gabriel Gabria      | Yamaha            |           | 23   |
| Loris Reggiani      | Kawasaki          |           | 20   |
| Marcellino Lucchi   | Rotax             |           | 13   |
| Luis Miguel Reyes   | JJ Cobas-Rotax    |           | 36   |
| August Auinger      | MBA               |           | 30   |
| Mar Schouten        | Yamaha            | Opgave    | 18   |
| Thierry Espié       | Chevallier-Yamaha | Krukas    | 16   |

#### Niet deelgenomen
| Coureur                | Merk   | Oorzaak    |
| ---------------------- | ------ | ---------- |
| Jean-François Baldé    | Pernod | Teambeleid |
| Jacques Bolle          | Pernod | Teambeleid |
| Maurizio Vitali        | MBA    |            |
| Mario Rademeyer        | Yamaha |            |
| Jean-Louis Guignabodet | Yamaha |            |

#### Top tien tussenstand 250cc-klasse
| Pos. | Coureur           | Merk                     | Ptn. |
| ---- | ----------------- | ------------------------ | ---- |
| 1    | Christian Sarron  | Sonauto-Yamaha           | 72   |
| 2    | Toni Mang         | HB-Yamaha                | 46   |
| 3    | Manfred Herweh    | Bakker-Real-Rotax        | 45   |
| 4    | Sito Pons         | JJ Cobas-Rotax           | 41   |
| 5    | Carlos Lavado     | Venemotos-Yamaha         | 36   |
| 6    | Martin Wimmer     | Yamaha                   | 33   |
| 7    | Wayne Rainey      | Roberts-Marlboro-Yamaha  | 29   |
| 8    | Jacques Cornu     | Bakker-Parisienne-Yamaha | 26   |
| 9    | Alan Carter       | Roberts-Marlboro-Yamaha  | 17   |
| 10   | Patrick Fernandez | Yamaha                   | 16   |

## 80cc-klasse

### De training
Voor de training vreesde Stefan Dörflinger dat hij een flinke kluif zou krijgen aan Jorge Martínez en Pier Paolo Bianchi, maar die vielen tijdens de trainingen allebei hard, waarbij Bianchi een teen brak en zijn beste machine vernielde. Hij verklaarde al voor de race dat hij maximaal voor enkele punten kon rijden. 

#### Trainingstijden
| 1.  | Stefan Dörflinger   | Krauser-LCR-Zündapp | 1"43'87 |
| 2.  | Jorge Martínez      | Derbi               | 1"44'39 |
| 3.  | Pier Paolo Bianchi  | HuVo-Casal          | 1"45'56 |
| 4.  | Gerhard Waibel      | Seel                | 1"46'04 |
| 5.  | Hubert Abold        | Krauser-LCR-Zündapp | 1"46'35 |
| 6.  | Hans Spaan          | Kreidler            | 1"47'70 |
| 7.  | Zdravko Matulja     | Ziegler             | 1"48'71 |
| 8.  | George Looijesteijn | HuVo-Casal          | 1"49'48 |
| 9.  | Paul Rimmelzwaan    | Harmsen             | 1"50'33 |
| 10. | Willem Heykoop      | HuVo-Casal          | 1"50'39 |

### De race
Hoewel er slechts drie klassen reden, startte de 80cc-klasse in Joegoslavië al om 11 uur 's ochtends. Dörflinger wist al dat zijn belangrijkste concurrenten, Jorge Martínez en Pier Paolo Bianchi, niet helemaal fit waren en leidde de race van start tot finish. Bianchi reed één ronde lang op de tweede plaats, maar moest toen Hubert Abold voorbij laten, waardoor de beide fabrieks-Zündapps de dienst uitmaakten. Jorge Martinéz nam de vierde plaats over van George Looijesteijn, terwijl de slecht gestarte Gerhard Waibel zich door het hele veld naar voren werkte. Bianchi weerde zich kranig met zijn gebroken teen, maar viel enkele ronden voor het einde uit door een defecte krukaskeerring. Iedereen schoof daardoor op: Martínez werd derde en Waibel vierde, maar Looijesteijn verloor zijn vijfde plaats nog aan Hans Spaan.

#### Uitslag 80cc-klasse
| Pos | Coureur             | Merk                | Tijd      | Grid | Punten |
| --- | ------------------- | ------------------- | --------- | ---- | ------ |
| 1   | Stefan Dörflinger   | Krauser-LCR-Zündapp | 31:46.160 | 1    | 15     |
| 2   | Hubert Abold        | Krauser-LCR-Zündapp | +9.030    | 5    | 12     |
| 3   | Jorge Martínez      | Derbi               | +28.350   | 2    | 10     |
| 4   | Gerhard Waibel      | Real                | +41.090   | 4    | 8      |
| 5   | Hans Spaan          | Kreidler            | +49.180   | 6    | 6      |
| 6   | George Looijesteijn | HuVo-Casal          | +57.440   | 8    | 5      |
| 7   | Zdravko Matulja     | Ziegler             | +1:00.410 | 7    | 4      |
| 8   | Paul Rimmelzwaan    | Harmsen             | +1:33.780 | 9    | 3      |
| 9   | Theo Timmer         | HuVo-Casal          | +1 ronde  | 11   | 2      |
| 10  | Otto Machinek       | Kreidler            | +1 ronde  | 15   | 1      |
| 11  | Claudio Granata     | Garelli             | +1 ronde  | 14   |        |
| 12  | Hans Koopman        | Kreidler            | +1 ronde  | 16   |        |
| 13  | Salvatore Milano    | Casal               | +1 ronde  | 18   |        |
| 14  | Giuliano Tabanelli  | BBFT                | +1 ronde  | 24   |        |
| 15  | Chris Baert         | Eberhardt           | +1 ronde  | 22   |        |
| 16  | Jos van Dongen      | Sachs               | +1 ronde  | 17   |        |
| 17  | Miljenko Nervo      | Sever               | +1 ronde  | 23   |        |
| 18  | Günter Schirnhofer  | Honda               | +2 ronden | 30   |        |
| 19  | Pasquale Buonfante  | Kreidler            | +2 ronden | 29   |        |
| 20  | Lajos Horti         | Kreidler            | +3 ronden | 32   |        |

#### Niet gefinisht
| Coureur             | Merk       | Oorzaak        | Grid |
| ------------------- | ---------- | -------------- | ---- |
| Pier Paolo Bianchi  | HuVo-Casal | Krukaskeerring | 3    |
| Willem Heykoop      | HuVo-Casal | Zuigerveer     | 10   |
| Serge Julin         | HuVo-Casal |                | 12   |
| Reinhard Koberstein | Seel       |                | 13   |
| Johann Auer         | Eberhardt  |                | 19   |
| Rainer Kunz         | FKN        |                | 20   |
| Thomas Engl         | Sachs      |                | 25   |
| Mauro Mordenti      | Kreidler   |                | 28   |
| Bernd Rossbach      | Casal      |                | 21   |
| Kasimir Rapczynski  | Kreidler   |                | 31   |
| Reiner Koster       | Casal      |                | 26   |
| Robert Hmeljak      | MBA        |                | 27   |

#### Niet deelgenomen
| Coureur           | Merk  | Oorzaak    |
| ----------------- | ----- | ---------- |
| Hans Müller       | Sachs | Financieel |
| Reiner Scheidauer | Seel  |            |

#### Top tien tussenstand 80cc-klasse
| Pos. | Coureur             | Merk                                        | Ptn. |
| ---- | ------------------- | ------------------------------------------- | ---- |
| 1    | Stefan Dörflinger   | Krauser-LCR-Zündapp                         | 61   |
| 2    | Pier Paolo Bianchi  | HuVo-Casal                                  | 50   |
| 2    | Hubert Abold        | Krauser-Bakker-Zündapp/ Krauser-LCR-Zündapp | 50   |
| 4    | Gerhard Waibel      | Seel                                        | 34   |
| 5    | Hans Spaan          | HuVo-Casal/ Kreidler                        | 25   |
| 6    | Jorge Martínez      | Derbi                                       | 23   |
| 7    | Willem Heykoop      | HuVo-Casal                                  | 15   |
| 8    | Hans Müller         | Sachs                                       | 13   |
| 9    | Henk van Kessel     | HuVo-Casal                                  | 12   |
| 9    | George Looijesteijn | HuVo-Casal                                  | 12   |

## Trivia

### Hummel
Oud-coureur Hans-Jürgen Hummel was intussen uitgegroeid tot leverancier van de beste 125cc-cilinders. Vrijwel alle zijspancombinaties - aangedreven door de oude Yamaha TZ 500 viercilinderlijnmotoren - hadden ze, maar ook bijna de hele 250cc-klasse. In Joegoslavië schakelden ook Alan Carter, Wayne Rainey en Jacques Cornu over op Hummel-cilinders, waardoor alleen nog de teams van Venemotos en Mitsui-Duitsland originele Yamaha-cilinders gebruikten. 

### Keizerklasse
De 500cc-klasse werd ook wel "Koningsklasse" genoemd, maar de 250cc-klasse was veel spannender. Na de overwinning van Manfred Herweh kende ze na zeven races zes verschillende winnaars. In de pers werd de titel "Keizerklasse" geïntroduceerd. 

### Bohumil Staša
In Joegoslavië verscheen de Tsjechische veteraan Bohumil Staša weer eens aan de start. Hij was inmiddels 44 jaar oud maar had speciaal een Suzuki RG 500 aangeschaft voor deze race. Hij kwalificeerde zich als 33e en finishte als laatste met vier ronden achterstand. 

### Ruzie
Toni Mang had al eens een enorm gevecht geleverd met Carlos Lavado, waarna iedereen verwachtte dat ze elkaar na de race in de haren zouden vliegen, maar het tegendeel gebeurde: ze vierden hun gevecht met wederzijdse schouderklopjes. Over zijn landgenoot Manfred Herweh was Mang minder te spreken (net als Lavado overigens). Op zijn beurt was Herweh niet gelukkig met de rijstijl van Mang en hij was blij dat die uiteindelijk uitviel, want "zoals het nu gaat lijkt het wel oorlog". 
1972 · 1973 · 1974 · 1975 · 1976 · 1977 · 1978 · 1979 · 1980 · 1981 · 1982 · 1983 · 1984 · 1985 · 1986 · 1987 · 1988 · 1989 · 1990